# Wohn- und Wirtschaftsgebäude Brameler Straße 19
Das Wohn- und Wirtschaftsgebäude Brameler Straße 19 im niedersächsischen Schiffdorf im Landkreis Cuxhaven stammt aus dem 19. Jahrhundert.
Aktuell (2024) wird es als Wohnhaus und gewerblich genutzt.
Das Gebäude steht unter Denkmalschutz (siehe auch Liste der Baudenkmale in Schiffdorf).

## Beschreibung
Das eingeschossige giebelständige Gebäude als Zweiständer-Hallenhaus in Fachwerk mit Steinausfachungen, mit reetgedecktem Krüppelwalmdach als Niedersachsengiebel mit Uhlenloch und fünf Fledermausgauben und mit rundbogiger Grooten Door sowie Wohngiebel als Steilgiebel mit Satteldachanschluss, wurde 1852 für die Familie Grobbrügge (Inschrift) gebaut und 1910 im Wohnteil erhöht und massiv umgebaut.
Das Landesdenkmalamt befand u. a.: „regionstypisches Hallenhaus“.